# 康菲登斯 (伊利諾伊州)
康菲登斯（英語：Confidence）是位於美國伊利諾伊州費耶特縣的一個非建制地區。該地的面積和人口皆未知。

## 地理
康菲登斯的座標為38°55′22″N 88°55′35″W / 38.92278°N 88.92639°W，而該地的平均海拔高度為174米（即571英尺）。